# Tubiclava lucerna
Tubiclava lucerna är en nässeldjursart som beskrevs av George James Allman 1863. Tubiclava lucerna ingår i släktet Tubiclava och familjen Oceanidae. Inga underarter finns listade i Catalogue of Life.